# 藤田梢
藤田梢（2001年5月20日—），日本AV女優、偶像。出身於神奈川縣。所屬事務所是プライムエージェンシー。

## 簡歷
2020年9月25日在印象影片中以『キミ、10代、恋の予感』的非裸情色系偶像身分出道。
2021年2月5日在Twitter上宣布以AV女優身分出道。

## 人物
- 興趣是觀看橫濱FC和大分三神的比賽[5]。

- 擅長拉小提琴[3]。

- 憧憬的人是上原亞衣和蒼井空。現役的女優有乙白沙也加和潮美舞[5]。男性藝人有玉木宏、ななまがり・森下直人[5]。

## 外部連結
- 藤田梢的X（前Twitter）
- 藤田 こずえ的Instagram帳戶
- YouTube上的藤田こずえ頻道
- 藤田こずえ　出演作品サイト　(公認） （页面存档备份，存于）